# Servette Football Club Genève 1890 2015-2016
Questa voce raccoglie le informazioni riguardanti il Servette Football Club Genève 1890 nelle competizioni ufficiali della stagione 2015-2016.

## Rosa
| N. |                     | Ruolo | Calciatore             |
| -- | ------------------- | ----- | ---------------------- |
| 1  | Svizzera (bandiera) | P     | David Gonzalez         |
| 3  | Svizzera (bandiera) | D     | Romain Kursner         |
| 4  | Svizzera (bandiera) | D     | Miguel Rodrigues       |
| 5  | Francia (bandiera)  | D     | Yassin Maouche         |
| 6  | Svizzera (bandiera) | C     | Tibert Pont (capitano) |
| 7  | Svizzera (bandiera) | A     | Matias Vitkieviez      |
| 8  | Svizzera (bandiera) | C     | Karim Gazzetta         |
| 9  | Svizzera (bandiera) | A     | Jeremy Guillemenot     |
| 10 | Algeria (bandiera)  | D     | Liassine Cadamuro      |
| 11 | Svizzera (bandiera) | C     | Adler Da Silva         |
| 13 | Svizzera (bandiera) | D     | Anthony Sauthier       |
| 15 | Francia (bandiera)  | D     | Jérémy Faug-Porret     |
| 16 | Francia (bandiera)  | C     | Hugo Fargues           |

| N. |                           | Ruolo | Calciatore        |
| -- | ------------------------- | ----- | ----------------- |
| 17 | Costa d'Avorio (bandiera) | C     | Ousmane Doumbia   |
| 19 | Svizzera (bandiera)       | C     | Florian Berisha   |
| 20 | Svizzera (bandiera)       | C     | Mirsad Hasanović  |
| 21 | Svizzera (bandiera)       | D     | Alexandre Infante |
| 22 | Svizzera (bandiera)       | C     | Bruno Caslei      |
| 24 | Francia (bandiera)        | C     | Jérémie Sabaly    |
| 25 | Svizzera (bandiera)       | A     | Benjamin Besnard  |
| 27 | Armenia (bandiera)        | C     | Hiraç Yagan       |
| 28 | Svizzera (bandiera)       | A     | Enis Alaj         |
| 29 | Svizzera (bandiera)       | D     | Patrik Baumann    |
| 31 | RD del Congo (bandiera)   | D     | Christopher Mfuyi |
| 33 | Svizzera (bandiera)       | P     | Christophe Guedes |
|    | Svizzera (bandiera)       | C     | Dereck Kutesa     |